# Peter Dalle
Dan Peter Dalle, född 5 december 1956 i Sankt Görans församling, Stockholm, är en svensk skådespelare, manusförfattare, regissör och komiker.

## Biografi
Peter Dalle är uppvuxen i Täby i Stockholms län. Tillsammans med Ulf Larsson bildade han Cocosteatern där 1976.
Dalle gick ut Teaterhögskolan i Stockholm 1984 och blev känd för den stora publiken genom rollen som Pierre Waldén i tv-serien Goda grannar (1987). Riktigt etablerad blev Dalle genom tv-serien Lorry som sändes för första gången 1989. Tv-serien sändes i fyra säsonger och mynnade senare ut i såväl krogshow som långfilmerna Yrrol (1994) och Lyrro (2018). Dalle har regisserat och skrivit manus till flera långfilmer, däribland Drömkåken (1993), Ogifta par – en film som skiljer sig (1997) och Skenbart (2003). Mellan 2017 och 2020 spelade han rollen som köksmästare Stig ”Stickan” Backe i TV-serien Vår tid är nu. Dalle har uppgett att rollen möttes med mycket positiva reaktioner från allmänheten.
Dalle har nominerats till två Guldbaggar och vunnit båda: 1994 vann han i kategorin Bästa manus för Yrrol och 2010 i kategorin Bästa manliga biroll för sin roll i Himlen är oskyldigt blå.
Dalle samarbetade med Hans Alfredson i revyn Prins korv under taket (1999). Han har regisserat flera uppsättningar på Dramaten, bland annat Markurells i Wadköping av Hjalmar Bergman. Peter Dalle har hela tiden varvat regiuppdrag med skådespeleri, bland hans teaterroller kan nämnas polisen i succéfarsen Lögn i helvete med Robert Gustafsson på Vasan och Lorrygängets revy på Oscarsteatern i Stockholm. Sommaren 2010 var Dalle med i uppsättningen av Zpanska flugan i Kalmar och hösten 2013 gjorde han tillsammans med Johan Ulveson över 130 roller i thrillerkomedin De 39 stegen på Intiman i Stockholm.

## Privatliv
Dalle har en dotter tillsammans med tidigare sambon Gunnel Fred.

## Priser och utmärkelser
- Peter Dalle tilldelades Karamelodiktstipendiet 1995.[8]
- 1994 tilldelades Dalle, tillsammans med Rolf Börjlind, en Guldbagge i kategorin Bästa manus för Yrrol.
- 2011 fick Peter Dalle åter en Guldbagge, denna gång i kategorin Bästa manliga biroll för rollen som Gösta i Himlen är oskyldigt blå.

## Filmografi (i urval)
- 1986 – Asterix och britterna (röst som Julius Caesar)
- 1987 – Goda grannar (TV-serie)
- 1988 – Venus 90
- 1989–1995 – Lorry (TV-serie)
- 1991 – Kalle Stropp och Grodan Boll på svindlande äventyr (röst)
- 1992 – Rederiet (TV-serie)
- 1993 – Drömkåken (även manus & regi)
- 1994 – Yrrol (även manus & regi)
- 1995 – Bert – den siste oskulden
- 1997 – Persons parfymeri (TV-serie)
- 1997 – Ogifta par – en film som skiljer sig (även manus & regi)
- 1999 – Jävla Kajsa (även manus & regi)
- 2000 – Det blir aldrig som man tänkt sig
- 2003 – Skenbart – en film om tåg (även manus & regi)
- 2004 – Bombay Dreams
- 2006 – LasseMajas detektivbyrå (TV-serie) (julkalender)
- 2009 – Sommaren med Göran - En midsommarnattskomedi
- 2010 – Himlen är oskyldigt blå
- 2011 – Svensson, Svensson – i nöd och lust
- 2012 – En fiende att dö för (manus & regi)
- 2012 – Solsidan (TV-serie)
- 2014 – Kärlek deluxe
- 2016 – Fröken Frimans krig (TV-serie)
- 2017–2020 – Vår tid är nu (TV-serie)
- 2017 – Korparna
- 2017 – Snömannen
- 2018 – Lyrro. Ut- och invandrarna
- 2021 – Mer panik i tomteverkstan (TV-serie)
- 2021 – Tills solen går upp
- 2022 – Äntligen! (TV-serie)
- 2023 – Ett sista race

## Teater

### Roller
| År   | Roll                      | Produktion                                                        | Regi           | Teater                                        |
| ---- | ------------------------- | ----------------------------------------------------------------- | -------------- | --------------------------------------------- |
| 1984 | Soldat Officer            | Daniel Hjort eller Skuggornas hämnd Josef Julius Wecksell         | Jan Håkanson   | Stockholms stadsteater                        |
| 1985 | Brodski                   | Fantomen Urban Wrethagen och Peter Emanuel Falck                  | Karin Falck    | Scalateatern                                  |
| 1985 |                           | Spökhotellet (L'Hôtel du libre-échange) Georges Feydeau           | Peter Dalle    | Reginateatern                                 |
| 1990 |                           | Charleys tant (Charley's Aunt) Brandon Thomas                     | Per Gerhard    | Vasateatern                                   |
| 1990 | Medverkande               | Lorry, revy Peter Dalle                                           | Kjell Sundvall | Restaurang Tyrol                              |
| 1992 |                           | Trassel (Out of Order) Ray Cooney                                 | Lars Amble     | Maximteatern                                  |
| 2002 | Medverkande               | Lorry, revy Peter Dalle                                           | Peter Dalle    | Oscarsteatern                                 |
| 2008 | Konstapel Cross           | Lögn i helvete (The Lying Kind) Anthony Neilson                   | Lars Amble     | Vasateatern, senare flyttad till Chinateatern |
| 2008 | Julius Grossman, fabrikör | Lånta Fjädrar (Der Keusche Lebemann) Franz Arnold och Ernst Bach  | Stefan Ekman   | Krusenstiernska gården                        |
| 2010 | Gottfrid Stark            | Zpanska flugan (Die spanische Fliege) Franz Arnold och Ernst Bach | Leif Lindblom  | Krusenstiernska gården                        |
| 2011 | Gottfrid Stark            | Zpanska flugan (Die spanische Fliege) Franz Arnold och Ernst Bach | Leif Lindblom  | Chinateatern                                  |
| 2013 | Medverkande               | De 39 stegen (The 39 Steps) Patrick Barlow                        | Emma Bucht     | Intiman                                       |
| 2016 | Medverkande               | Körberg & Dalle på Intiman, show Peter Dalle                      |                | Intiman                                       |
| 2018 | Tyko Jonsson              | Sagan om Karl-Bertil Jonssons julafton Tage Danielsson, Per Åhlin | Anna Vnuk      | Scalateatern                                  |

### Regi
| År   | Produktion                                        | Upphovsmän                                | Teater                |
| ---- | ------------------------------------------------- | ----------------------------------------- | --------------------- |
| 1985 | Spökhotellet L'Hôtel du libre-échange             | Georges Feydeau                           | Reginateatern         |
| 1991 | Stålar Loot                                       | Joe Orton                                 | Intiman               |
| 1997 | Krymplingen på Inishmaan The Cripple of Inishmaan | Martin McDonagh                           | Dramaten              |
| 2001 | Å ena sidan                                       | Peter Dalle och Hans Alfredson            | Dramaten              |
| 2002 | Lorry, revy                                       | Peter Dalle                               | Oscarsteatern         |
| 2010 | Familjen August: Osage County                     | Tracy Letts Översättning Ragnar Strömberg | Göteborgs stadsteater |
| 2012 | La cage aux folles                                | Jerry Herman och Harvey Fierstein         | Oscarsteatern         |

### Webbkällor
- Peter Dalle på Svensk Filmdatabas
- Peter Dalle på Svensk mediedatabas